# Gözler (Denizli)
Gözler (türkisch für Augen) ist eine Kleinstadt im Landkreis Denizli der gleichnamigen türkischen Provinz. Gözler liegt etwa 48 km nordöstlich der Provinzhauptstadt Denizli. Gözler hatte laut der letzten Volkszählung 2.102 Einwohner (Stand Ende Dezember 2010).
Das Verwaltungsgebiet von Gözler gliedert sich in zwei Stadtteile, Karşıyaka Mahallesi und Yeni Mahallesi, die jeweils von einem Muhtar verwaltet werden.